# 송창의 (배우)
송창의(宋昶儀, 1979년 1월 24일 ~ )는 대한민국의 배우이다.

## 학력
- 서울중대초등학교 (졸업)
- 가원중학교 (졸업)
- 중산고등학교 (졸업)
- 서울예술대학교 연극학 (졸업)

## 출연 작품

### 드라마
| 연도      | 방송사 | 제목                                   | 역할                        | 비고    |
| --------- | ------ | -------------------------------------- | --------------------------- | ------- |
| 2005      | KBS2   | 웨딩                                   | 윤형철                      | 18부작  |
| 2005      | KBS2   | 드라마시티 - 나의 달콤한 피투성이 연인 | 진우                        | 단막극  |
| 2005      | MBC    | 맨발의 청춘                            | 황준혁                      | 63부작  |
| 2006      | SBS    | 101번째 프러포즈                       | 서현준                      | 15부작  |
| 2007~2008 | SBS    | 황금신부                               | 강준우                      | 64부작  |
| 2007      | MBC    | 이산                                   | 정약용                      | 77부작  |
| 2008      | SBS    | 신의 저울                              | 장준하                      | 16부작  |
| 2009      | MBC    | 신데렐라 맨                            | 이재민                      | 16부작  |
| 2010      | SBS    | 인생은 아름다워                        | 양태섭                      | 63부작  |
| 2011      | MBC    | 넌 내게 반했어                         | 김석현                      | 15부작  |
| 2011      | SBS    | 천일의 약속                            | 노영수(특별출연)            | 20부작  |
| 2012      | JTBC   | 신드롬                                 | 차여욱                      | 20부작  |
| 2012      | SBS    | 대풍수                                 | 이정근                      | 35부작  |
| 2013      | SBS    | 세 번 결혼하는 여자                    | 정태원                      | 40부작  |
| 2014      | OCN    | 닥터 프로스트                          | 닥터 프로스트 / 백남봉      | 10부작  |
| 2015      | MBC    | 여자를 울려                            | 강진우                      | 40부작  |
| 2017~2018 | KBS2   | 내 남자의 비밀                         | 브랜드 윤 / 한지섭 / 강재욱 | 100부작 |
| 2018      | MBC    | 숨바꼭질                               | 차은혁 / 조성민             | 48부작  |
| 2023      | tvN    | 반짝이는 워터멜론                      | 성인 강현율(우정출연)       | 16부작  |
| 2024~2025 | MBC    | 친절한 선주씨                          | 김소우                      | 126부작 |

### 영화
| 연도 | 제목                 | 역할        | 비고 |
| ---- | -------------------- | ----------- | ---- |
| 2002 | 긴급조치 19호        |             |      |
| 2005 | 파랑주의보           | 박종구      |      |
| 2007 | 박치기! Love & Peace | 진성        |      |
| 2008 | 소년은 울지 않는다   | 태호        |      |
| 2010 | 서서 자는 나무       | 정구상      |      |
| 2011 | 소중한 날의 꿈       | 김철수      |      |
| 2011 | 오늘                 | 이지석      |      |
| 2020 | 저 산 너머           | 김익현      |      |
| 2021 | 수색자               | 강성구 대위 |      |

### 뮤지컬
- 2002년 《블루 사이공》
- 2002년 《더 플레이》
- 2003년 《지저스 크라이스트 슈퍼스타》
- 2003년 《송산야화》
- 2004년 《더 플레이 엑스》
- 2004년 《펑키펑키》
- 2004년 《사랑은 비를 타고》
- 2008년 《미녀는 괴로워》
- 2006년 《헤드윅 : Hedwig and the Angry Inch》
- 2009년 《헤드윅 : Hedwig and the Angry Inch》
- 2010년 《젊은 베르테르의 슬픔》
- 2011년 《광화문연가》
- 2012년 《엘리자벳》
- 2012년 《광화문연가 부산공연》
- 2013년 《요셉 어메이징 테크니컬러 드림코트》
- 2013년 《헤드윅 : Hedwig and the Angry Inch》
- 2014년 《블러드 브라더스》
- 2016년 《레베카》
- 2016년 《마타하리》
- 2017년 《레베카》
- 2019년 《사랑했어요》

### 연극
- 2007년 《졸업》

### 예능
- 2009년 《해피투게더》
- 2009년 《패밀리가 떴다》
- 2011년 《밤이면 밤마다》
- 2014년 ~ 2015년《에코빌리지 즐거운 家!》
- 2018년 , 2021년 《황금어장 라디오스타》
- 2020년 ~ 2021년 《동상이몽 2 - 너는 내 운명》
- 2021년 《비디오 스타》
- 2022년 《꼬리에 꼬리를 무는 그날 이야기》

### 뮤직비디오
| 연도 | 가수           | 제목              | 비고 |
| ---- | -------------- | ----------------- | ---- |
| 2005 | 견우           | 내 눈물이 하는 말 |      |
| 2005 | 견우           | 슬픈 일기         |      |
| 2006 | 바이브         | 술이야            |      |
| 2007 | JC지은         | 어제와 다른 오늘  |      |
| 2007 | 백지영         | 사랑 하나면 돼    |      |
| 2007 | 더 네임        | 그녀를 찾아주세요 |      |
| 2008 | 견우           | 너였구나          |      |
| 2015 | 99 (NINTYNINE) | 녀가 왔다         |      |

### 기타
- 출연 : KBS 《해피투게더》70회 게스트, SBS 《패밀리가 떴다》30, 31회 게스트, SBS 《밤이면 밤마다》20회 게스트

## 수상 및 후보
| 연도 | 시상식                                  | 부문                               | 작품                      | 결과 |
| ---- | --------------------------------------- | ---------------------------------- | ------------------------- | ---- |
| 2007 | SBS 연기대상                            | 10대 스타상                        | 황금신부                  | 수상 |
| 2007 | SBS 연기대상                            | 연속극부문 남자 연기상             | 황금신부                  | 후보 |
| 2008 | 일본 제2회 도쿄국제드라마페스티벌(IDFT) | 특별상                             | 빈칸                      | 수상 |
| 2008 | 제44회 백상예술대상                     | TV부문 남자 신인연기상             | 황금신부                  | 수상 |
| 2008 | SBS 연기대상                            | 드라마스페셜부문 남자 연기상       | 신의 저울                 | 후보 |
| 2009 | 중국 제15회 상하이국제TV페스티벌(STVF)  | 매그놀리아상                       | 빈칸                      | 수상 |
| 2009 | 제45회 백상예술대상                     | 영화부문 남자 신인연기상           | 소년은 울지 않는다        | 후보 |
| 2009 | 제17회 이천춘사대상영화제               | 신인남우상                         | 소년은 울지 않는다        | 수상 |
| 2009 | 제46회 대종상                           | 신인남우상                         | 소년은 울지 않는다        | 후보 |
| 2009 | 제30회 청룡영화상                       | 신인남우상                         | 소년은 울지 않는다        | 후보 |
| 2010 | 제26회 코리아 베스트 드레서             | 문화인부문 백조상                  | 빈칸                      | 수상 |
| 2010 | SBS 연기대상                            | 연속극부문 남자 우수연기상         | 인생은 아름다워           | 수상 |
| 2011 | 제6회 아시아모델상시상식                | BBF 인기스타상                     | 빈칸                      | 수상 |
| 2011 | 제5회 대구국제뮤지컬어위즈              | 올해의 스타상                      | 광화문연가                | 수상 |
| 2011 | 제17회 한국뮤지컬대상                   | 남우주연상                         | 광화문연가                | 후보 |
| 2012 | SBS 연기대상                            | 드라마스페셜부문 남자 우수연기상   | 대풍수                    | 후보 |
| 2014 | SBS 연기대상                            | 장편드라마부문 남자 우수연기상     | 세 번 결혼하는 여자       | 수상 |
| 2015 | 제4회 에이판 스타 어워즈                | 장편드라마부문 남자 우수연기상     | 여자를 울려               | 후보 |
| 2015 | MBC 연기대상                            | 연속극부문 남자 최우수연기상       | 여자를 울려               | 수상 |
| 2017 | KBS 연기대상                            | 일일극부문 남자 우수연기상         | 내 남자의 비밀            | 수상 |
| 2018 | 제6회 아시아태평양 스타 어워즈          | 장편드라마부문 남자 우수연기상     | 내 남자의 비밀            | 후보 |
| 2018 | MBC 연기대상                            | 주말특별기획부문 남자 최우수연기상 | 숨바꼭질                  | 후보 |
| 2020 | SBS 연예대상                            | 베스트 팀워크상                    | 동상이몽 2 - 너는 내 운명 | 수상 |